# Roberto Muzzi
Roberto Muzzi (* 21. September 1971 in Rom) ist ein ehemaliger italienischer Fußballspieler, der während seiner aktiven Karriere unter anderem für die AS Rom, den Lokalrivalen Lazio Rom, Cagliari Calcio und Udinese Calcio in der Serie A spielte.

## Karriere

### Verein
Roberto Muzzi begann seine Karriere in der Jugendmannschaft der AS Rom, für dessen Profimannschaft er in der Saison 1989/90 die ersten Partien in der Serie A absolvierte. Er konnte sich in Rom jedoch nie durchsetzen und bestritt in fünf Jahren 57 Ligaspiele für die Hauptstädter, in denen er sechs Tore erzielten konnte. Im November 1993 wechselte er auf Leihbasis zur AC Pisa. Dort gelang es ihm, in der Serie B konstante Leistungen zu erbringen und sich in die Stammformation der Toskaner zu spielen. Nach Auslaufen der Leihfrist im Juni 1994 kehrte er wieder kurzfristig nach Rom zurück. Nach zwei weiteren Serie-A-Partien für die AS Rom, verließ er im Herbst 1994 seinen Jugendverein endgültig und unterschrieb bei Cagliari Calcio. 
Bei Cagliari schaffte er sein ganzes Können unter Beweis zu stellen und entwickelte sich in den folgenden fünf Jahren zu einem wichtigen Leistungsträger. Bereits in seiner ersten Spielzeit bei den Sarden konnte er in 22 Partien zwölf Ligatore verbuchen und schaffte in der Saison 1998/99 sogar 16 Serie-A-Tore für Cagliari. Im Sommer 1999 unterschrieb er beim Ligakonkurrenten Udinese Calcio einen Vertrag. Auch bei Udine gehörte er zu den besten Torjägern des Teams und verhalf den Verein mit seinen Toren zum Klassenerhalt. Nach vier Jahren bei Udinese wechselte er im Jahr 2003 zu Lazio Rom. Auch bei Lazio absolvierte er viele Partien, er schaffte es jedoch nicht mehr in die Stammelf. Nach enttäuschenden zwei Jahren und nur vier Toren verließ er den Verein und schloss sich dem FC Turin an. 
Der Stürmer stellte mit seiner Erfahrung dem gerade in die Serie B abgestiegenen Verein eine wichtige Stütze dar und trug mit seiner Leistung zum direkten Wiederaufstieg bei. Die folgende Spielzeit 2006/07 endete für Muzzi wieder enttäuschend. Zwar konnte er mit Turin knapp den Abstieg vermeiden, jedoch gelangen ihm in 28 Ligaspielen nur noch drei Tore. Der Angreifer, der seinen Leistungszenit bereits lange überschritten hatte, unterschrieb daraufhin beim [[Lega Pro Prima Divisione<Serie-C1]]-Verein Calcio Padova. Auch bei seiner letzten Station konnte er nicht mehr an seine konstanten Leistungen Mitte der 1990er-Jahre anknüpfen und traf nur noch viermal. In der Saison 2008/09 wurde Muzzi nicht mehr für den Kader der Venetier berücksichtigt und beendete daraufhin seine aktive Karriere.

### Nationalmannschaft
Muzzi wurde mehrmals in den Jugendnationalmannschaften Italiens eingesetzt. Er lief in insgesamt 24 Partien für die U-18 und U-21 Italiens auf und konnte dabei sieben Tore erzielen. Für die Olympia 1992 wurde er in die italienische Auswahl berufen und in fünf Partien eingesetzt. Der Angreifer blieb im Turnier ohne Torerfolg und scheiterte mit Italien im Viertelfinale gegen den späteren Olympiasieger Spanien.

## Erfolge
- U-21-Europameister: 1992, 1994